# Volvo Golf Champions 2013
De Volvo Golf Champions 2013 was een golftoernooi dat liep van 10 tot en met 13 januari 2013 en werd gespeeld op de Durban Country Club in Durban. Het toernooi maakte deel uit van de Europese PGA Tour 2013.
Titelverdediger was Branden Grace en het prijzengeld bedroeg € 2.000.000.
Het spelersveld bestaat uit de winnaars van het afgelopen seizoen en spelers die 10 of meer overwinningen op de Tour hebben behaald. Alle spelers spelen vier rondes.
Seizoen 2013 begon met twee toernooien in december 2012. Dit toernooi is het derde toernooi van het seizoen in Zuid-Afrika en het eerste toernooi van 2013. Dan volgt de 'Desert Swing', drie toernooien in het Midden-Oosten, en dan komen de spelers weer terug naar Zuid-Afrika voor het Joburg Open en het Afrika Open. Twee weken daarna staat een nieuw Zuid-Afrikaans toernooi op de agenda, het Tshwane Open.

## Hole-in-one
Voor het eerst dit jaar zijn er drie prijzen voor het maken van een hole-in-one.
- Hole 12 is slechts 143 meter, de prijs is een Volvo V40
- Hole 15 is 177 meter.  Voor de green ligt een vijver, de prijs is een Volvo Compact Excavator EC55
- Hole 18 is 250 meter maar een par 4. Toch kan daar best een hole-in-one geslagen worden. Dat levert een Volvo FH Truck (750pk) opm die in 2012 geïntroduceerd werd.

## Ambassadeur
Tweevoudig US Open-winnaar Retief Goosen werd voor de aanvang van het toernooi benoemd tot ambassadeur van de provincie KwaZoeloe-Natal en het toernooi in het bijzonder. Retief Goosen heeft sinds zomer 2012 geen toernooi gespeeld, omdat hij toen aan zijn rug werd geopereerd. Dit is zijn eerste toernooi sindsdien.

## Verslag
De par van de baan is 72.

### Ronde 1
Omdat er maar 33 spelers meedoen, werd er pas om 10 uur gestart. Thongchai Jaidee uit Thailand ging aan de leiding. Hij won in 2004 het Maleisisch Open, dat ook voor de Europese Tour telde, en speelt sindsdien op de Europese Tour. 
Nicolas Colsaerts en Ernie Els sloegen als laatsten net voor 1 uur af. Els was diep onder de indruk van de verre drives die Colsaerts sloeg, waarbij een afslag van 383 meter op hole 3 was. Beiden maakten een birdie. Els staat zelf ook bekend om zijn verre afslagen, zijn gemiddelde is 272 meter, gemiddeld bijna twintig meter korter dan Colsaerts. Op deze baan slaan dat soort spelers maar op twee holes met een driver af.

### Ronde 2
Na de zware regen begon het toernooi twee uur later dan op het programma stond. Louis Oosthuizen en Scott Jamieson maakten een ronde van 64; daarmee ging Oosthuizen aan de leiding en eindigde Jamieson op de 2de plaats naast Jaidee. Jamieson won vijf weken hiervoor het eerste Nelson Mandela Kampioenschap, ook in Durban. 

### Ronde 3
Oosthuizen gaf met een score van +2 de leiding uit handen terwijl Jamieson na een ronde van -4 met vijf slagen voorsprong aan de leiding ging.  De beste score van ronde 3 was 65 van Ricardo Santos, die daarvoor op de 32ste plaats stond met +8.

### Ronde 4
Louis Oosthuizen werd de grote winnaar van dit toernooi, hij steeg daardoor naar de 4de plaats van de wereldranglijst en plaatste zichzelf automatisch voor de Volvo Golf Champions in 2014 en het WK Matchplay van 2013, dat op de Finca El Cortesin Club de Golf in Spanje plaatsvond. Dit was zijn 6de toernooi van seizoen 2013 en ieder toernooi eindigde hij in de top 6. 
Volledige scores
| Naam              | Score R1 | Score R1 | Nr  | Score R2 | Score R2 | Totaal | Nr  | Score R3 | Score R3 | Totaal | Nr  | Score R4 | Score R4 | Totaal | Nr  |
| ----------------- | -------- | -------- | --- | -------- | -------- | ------ | --- | -------- | -------- | ------ | --- | -------- | -------- | ------ | --- |
| Louis Oosthuizen  | 68       | -4       | T2  | 64       | -8       | -12    | 1   | 74       | +2       | -10    | T2  | 66       | -6       | -16    | 1   |
| Scott Jamieson    | 69       | -3       | T4  | 64       | -8       | -11    | T2  | 68       | -4       | -15    | 1   | 72       | par      | -15    | 2   |
| Thongchai Jaidee  | 65       | -7       | 1   | 68       | -4       | -11    | T2  | 73       | +1       | -10    | T2  | 68       | -4       | -14    | 3   |
| Danny Willett     | 69       | -3       | T4  | 70       | -2       | -5     | T7  | 70       | -2       | -7     | T7  | 68       | -4       | -11    | T5  |
| Julien Quesne     | 72       | par      | T15 | 67       | -5       | -5     | T7  | 67       | -5       | -10    | T2  | 71       | -1       | -11    | T5  |
| Ernie Els         | 68       | -4       | T2  | 72       | par      | -4     | T10 | 71       | -1       | -5     | T11 | 70       | -2       | -7     | T18 |
| Nicolas Colsaerts | 73       | +1       | 21  | 67       | -5       | -4     | T10 | 71       | -1       | -5     | T11 | 68       | -4       | -9     | T9  |

| Leider |  | Toernooirecord |

## Spelers
| - Thomas Bjørn - Rafa Cabrera Bello - Paul Casey - Darren Clarke - Nicolas Colsaerts - Jamie Donaldson - Ernie Els - Gonzalo Fernández-Castaño | - Darren Fichardt - Retief Goosen - Branden Grace - Padraig Harrington - Michael Hoey - Thongchai Jaidee - Scott Jamieson - Jbe' Kruger | - Paul Lawrie - Shane Lowry - Matteo Manassero - Francesco Molinari - Colin Montgomerie - José María Olazabal - Thorbjørn Olesen - Louis Oosthuizen | - Julien Quesne - Richie Ramsay - Robert Rock - Ricardo Santos - Marcel Siem - Jeev Milkha Singh - Henrik Stenson - Bernd Wiesberger - Danny Willett |